# リクエスト合戦
リクエスト合戦（リクエストがっせん）は、ニッポン放送で、1959年11月1日から1987年10月4日に放送されていたリクエスト番組である。

## 概要
毎週男女一組ずつのゲストを迎え、対戦ごとにリクエスト曲を1曲ずつ出し合い、クイズやゲームで勝った方のリクエスト曲のみを放送するという番組形式。本番組スタート当初のタイトルは「グリコリクエスト合戦 〜どちらをかけましょう〜」。なお、第1回放送から1962年9月30日までは朝日放送ラジオと共同制作で放送され、この当時は東京対大阪の「東西対抗」という趣向も見られた。朝日放送ラジオでの放送は、1962年9月30日を以って終了、この後はニッポン放送単独製作となった（大阪地区でのネットも、1980年4月にラジオ大阪で再開されるまで中断されることとなったほか、ラジオ大阪でのネット終了後、3ヶ月の中断期間を経てMBSラジオでネットを再開し最終回まで放送された）。
1969年10月5日から収録スタジオを当時東京銀座の西銀座デパート内に在った「西銀座サテライトスタジオ」に移し、タイトルを「西銀座リクエスト合戦」（にしぎんざ - ）に改題、この時から公開放送となる。1974年4月7日からは伊勢丹新宿本店内に在った「アベニュースタジオ」に移って、タイトルも「新宿リクエスト合戦」（しんじゅく - ）に変わった。公開放送時代は、収録は日曜日または祝日に行われていた。
新宿からの公開放送は1976年9月26日で終了、この後は放送拠点が再びニッポン放送本社スタジオに戻る。1984年のグリコ・森永事件の影響を受け、本番組開始時からのスポンサーだった江崎グリコが降板し、その後は福助がスポンサーを受け継いでタイトルが「フクスケリクエスト合戦」に変わり、このタイトルで最終回まで放送されていた。
1987年10月、ニッポン放送の日曜午前の7時台から11時台の編成見直し・『スーパー電リクサンデーヒットパラダイス』の開始に伴い、『不二家歌謡ベストテン』とともに終了。28年の歴史に幕を下ろした。

## 放送時間
- 日曜：10:00 - 10:30（ニッポン放送での放送時間）

### その他の局での放送時間
近畿広域圏に於いて、朝日放送 → ラジオ大阪 → 毎日放送と放送された局が変わっていった。
朝日放送（ABCラジオ）
- 毎週日曜日 12:00〜12:30（1959年11月1日〜1959年11月29日）[2]
- 毎週日曜日 10:30〜11:00（1959年12月6日〜1962年9月30日）[2]

ラジオ大阪
- 毎週日曜日 9:30〜10:00（1980年4月6日〜1980年4月27日）
- 毎週日曜日 10:30〜11:00（1980年5月4日〜1984年4月29日）

毎日放送（MBSラジオ）
- 毎週日曜日 9:00〜9:30（1984年8月5日〜1985年4月7日）
- 毎週日曜日 11:30〜12:00（1985年4月14日〜1987年10月4日）

## 歴代司会者
いずれも当時のニッポン放送アナウンサー。
- 村上正行（初代、「新宿リクエスト合戦」時代まで）
- 今仁哲夫
- 高嶋秀武（1976年〜1985年3月）
- 塚越孝（1985年4月〜1987年10月4日）